# 日本幻野祭
日本幻野祭（当時は単純に「幻野祭」と呼ばれていた）は、1971年8月14日から16日にかけて、千葉県成田市天神峰で開催された野外音楽イベントである。記録として二枚組のLPレコードと30分弱のドキュメンタリーフィルムが残された。
翌1972年8月、京大西部講堂にて「第2回幻野祭」が開催され、2008年には、同じ千葉県成田市で「NO-G8！ 三里塚ライヴ ～Return of GENYASAI～」というイベントも催された。

## 概要
三里塚芝山連合空港反対同盟の青年行動隊有志らが、「成田空港建設阻止の闘争に明け暮れ、みんな祭りを忘れている」「音楽によって解放されたい」として、第二次代執行を目前にした新東京国際空港（現・成田国際空港）建設予定地（天神峰現地闘争本部周辺）で開催した。ロックバンドや前衛劇団のステージが繰り広げられ、三里塚闘争と無縁の若者らが全国から集った。
なお、クリスチャンである反対同盟委員長の戸村一作は「なぜ快楽主義に走るのか」と幻野祭の開催に反対し、支援学生らも「地下壕でも掘っていた方がよっぽど反対闘争にとって有意義」と冷ややかだった。一方、イベント開催準備の交流で青年行動隊はノンセクト・ラジカルと関係を深めたともいわれ、後に発生した東峰十字路事件の捜査を行っていた警察当局は、この祭りを通じて青年行動隊が「農地死守」から過激なゲリラ戦術に転換したと考えていた。
当日、最初のうちは婦人行動隊の女性も盆踊りをするなどして楽しんでいたが、シンナーを吸った男女が全裸で踊り狂うなどしたため顰蹙を買った。また、エレクトリック・ギターの音が連日真夜中まで響き渡ったため、成田市や大栄町の周辺住民らから「うるさくて眠れない」などと苦情の110番通報が相次いだ。

### 出演者
- 頭脳警察 - 「世界革命戦争宣言」「銃をとれ」等、過激な歌詞の曲を歌い、会場を盛り上げた[6]。
- 高柳昌行ニュー・ディレクション
- 高木元輝トリオ（原尞がピアニストとして参加）
- ブルース・クリエイション
- ロスト・アラーフ
- ゼロ次元 - 全裸で踊るなどのパフォーマンスを行った。
- 加藤登紀子 - ノーギャラで出演し[9]、加藤が歌った武田節に合わせて、婦人行動隊が踊りを披露した[5]。

## 参考
- “1971年8月14日、成田闘争の最中に開催された「三里塚　幻野祭」。そこで頭脳警察は「世界革命戦争宣言」など、アンコールを含む4曲を演奏した。”.   大人のMusic Calender (2015年8月14日). 2017年8月13日閲覧。
- “荏開津広『東京／ブロンクス／HIPHOP』第6回：はっぴいえんど、闘争から辿るヒップホップ史”.   Real Sound (2017年7月31日). 2017年8月13日閲覧。